# Collezione Maggiori
La collezione Maggiori fu una collezione d'arte istituita dal conte fermano Alessandro Maggiori dal 1809 al 1834.
Fra gli artisti collezionati dal conte Maggiori figurano opere di Raffaello, Tiziano, Guercino, Domenichino, Giovanni Battista Salvi detto il Sassoferrato, Guido Reni, Anton Raphael Mengs, Giorgio Vasari, Cignali, Procaccini.
All'epoca della sua morte era una delle collezioni di artisti dal Cinquecento al Settecento più importanti d'Europa (si stima che fosse arrivata a contare quasi 3000 opere); gli eredi la smembrarono e la misero in vendita.
Alcune opere del corpo originario della collezione sono visibili nelle più importanti fondazioni museali e collezioni private del mondo, tra cui il Museo del Louvre, il Metropolitan Museum of Art, il British Museum; cinquanta opere furono acquisite dal miliardario americano Cornelius Vanderbilt. Importanti furono anche le acquisizioni volute dal direttore della Galleria Borghese di Roma, Giovanni Piancastelli.
Circa 150 opere sono oggi presso il Fondo Alessandro Maggiori a Monte San Giusto, costituito negli anni novanta per valorizzare alcune opere di questa importante collezione.
Il fondo ha sede presso il rinascimentale palazzo Bonafede, oggi sede del comune e della collezione, fu costruito da un antenato della moglie di Alessandro, contessa Giuseppina Bonafede di Monte San Giusto, ovvero il celebre condottiero e vescovo di Chiusi Niccolò Bonafede.